# Demonstração construtiva
Em matemática, ou ainda na filosofia, uma demonstração ou prova construtiva é uma demonstração da existência de certo objeto matemático através da sua construção. Uma demonstração construtiva fornece um algoritmo para obter o objeto em questão. Em contraste, temos as provas não-construtivas, que provam a existência sem necessariamente mostrar como encontrar um exemplo (como por exemplo a redução ao absurdo ou o princípio do terceiro excluído). Esse tipo de prova envolve comumente a estratégia de redução ao absurdo, a Lei do terceiro excluído ou o axioma da escolha. O construtivismo rejeita esse tipo de prova.
Uma demonstração construtiva de existência não pode ser baseada em mostrar a impossibilidade da inexistência. Algumas vezes, usa-se a expressão construção via axioma da escolha, não obstante o axioma da escolha não conduza a demonstração construtivas, pois é um axioma do infinito.

## Exemplos
- O teorema de Stone-Weierstrass possui uma demonstração construtiva via polinômios de Bernstein.
- O teorema "existem irracionais a e b tais que {\displaystyle a^{b}}é racional" admite uma demonstração não-construtiva. Considere {\displaystyle {\sqrt {2}}^{\sqrt {2}}}, que é uma potência de 2 irracionais. Se esse número é racional, então o teorema é verdadeiro. Se ele é irracional, então {\displaystyle ({\sqrt {2}}^{\sqrt {2}})^{\sqrt {2}}} é uma potência de irracionais, e é igual a 2, logo o teorema é verdadeiro.